# Luísa Damião
Luísa Pedro Francisco Damião (Malanje, 31 de agosto de 1963) é uma jornalista e política angolana. Filiada ao Movimento Popular de Libertação de Angola (MPLA), é deputada de Angola pelo Círculo Eleitoral Nacional desde 2012.
Damião concluiu mestrado em Ciências da Comunicação. Trabalhou como jornalista, psico-pedagoga e comunicóloga. De 2002 a 2007, foi conselheira de imprensa da embaixada angolana em Cuba. Entre 2007 e 2009, trabalhou como diretora de informação da Agência Angola Press (ANGOP). Na Organização da Mulher Angolana (OMA), atuou como secretária nacional para informação e novas tecnologias.
Na Assembleia Nacional, Luísa Damião preside o Grupo de Mulheres Parlamentares.
A 8 de Setembro de 2018 Luísa Damião foi eleita vice-presidente do MPLA, sendo a primeira mulher a ocupar este cargo na história do partido.